# Ахиллов рефлекс
Ахи́ллов рефле́кс (рефле́кс с ахи́ллова сухожи́лия) — сокращение икроно́жных мышц (m. tricipitis surae) и подошвенное сгибание стопы в ответ на удар молоточком по пяточному (ахиллову) сухожилию. Относится к глубоким сухожильным рефлексам.

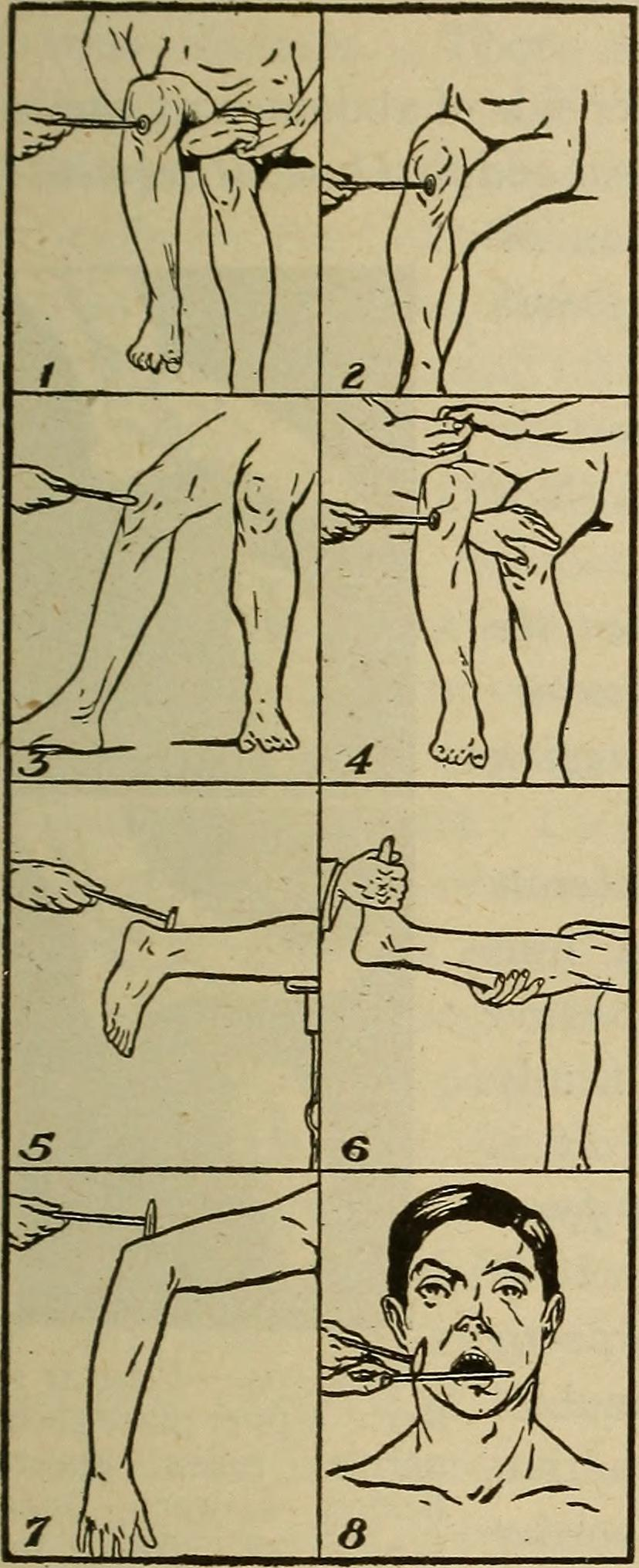
Исследование рефлексов

## Методика
Наиболее распространённый в амбулаторных условиях способ исследования таков: исследуемый становится на колени на кушетку или на стул так, чтобы стопы его свободно и без напряжения свисали за край, руки опираются о стену или держат спинку стула. В этой позе пациента обследующий производит удар молоточком по пяточному сухожилию.
Для обследования пациента в положении лёжа на животе: обе ноги обследуемого согнуты под прямым углом в коленных и голеностопных суставах. Одной рукой обследующий удерживает стопу левой рукой за пальцы (подходить удобнее с правой стороны пациента), другой ударяет молоточком по пяточному сухожилию.
Для обследования пациента в положении лёжа на спине обследующий левой рукой захватывает стопу, сгибает ногу исследуемого в коленном и тазобедренном суставах, производит тыльное сгибание стопы, после чего наносит удар молоточком
Рефлекс может не вызывается у человека без явных признаков поражения нервной системы, что может наблюдаться у пожилых пациентов. В таких случаях возможно применение маневра Ендрассика для облегчения реализации ахиллова рефлекса, путем изменения фоновой активности мотонейронов спинного мозга. Для его проведения пациента просят поднять руки на уровень груди, сделать из пальцев «замок» и тянуть руки в противоположные стороны.

## Рефлекторная дуга
Чувствительные и двигательные волокна большеберцового нерва (n. tibialis (ветвь n. ischiadici)), сегменты спинного мозга SI — SII (глубокий, сухожильный рефлекс).

## Оценка рефлекса
Для объективизации данных, полученных при исследовании сухожильных рефлексов, возможно применение шкалы оценки сухожильных рефлексов. Данная шкала основана на оценке амплитуды рефлекса, которая интерпретируется в баллах от 0 до 4.
0 баллов: отсутствие рефлекса (арефлексия).
1 балл: сниженный рефлекс (гипорефлексия).
2 балла: нормальный рефлекс.
3 балла: повышенный рефлекс без клонических сокращений.
4 балла: значительно повышенный рефлекс с клоническими сокращениями.
Данная шкала сходна с шкалой миотатических рефлексов NINDS (National Institute of Neurological Disorders and Stroke)

## Интерпретация результатов обследования
При обследовании оценивают выраженность рефлекса и его симметричность. Асимметрия, снижение или повышение рефлекса указывают на необходимость дополнительного обследования. Но следует учитывать, что симметричное изменение рефлексов может не быть непосредственно вызвано патологией нервной системы. Например, изменение рефлексов возможно при дисбалансе электролитов в сыворотке крови, а симметричное повышение или снижение рефлексов может наблюдаться и у здоровых людей.

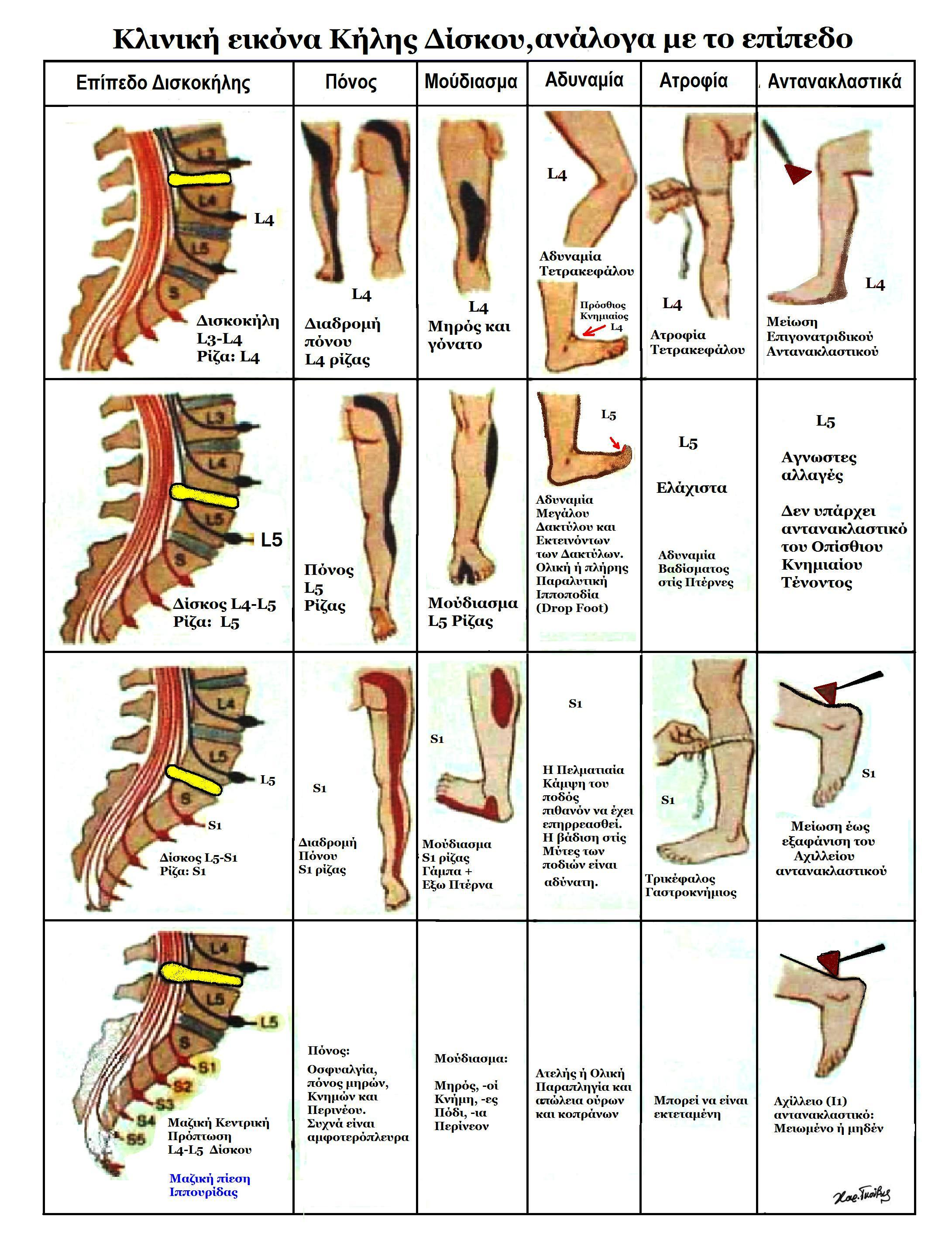
Неврологические нарушения при грыже межпозвонкового диска на разных уровнях

Снижение рефлекса (гипорефлексия), особенно в сочетании с другими признаками как снижение мышечной силы и тонуса, атрофия мышц, фибрилляции (сокращения отдельных пучков мышечных волокон) свидетельствует о поражении периферической нервной системы. Если рефлекс устойчиво снижен или отсутствует с обеих сторон это может одним из признаков полиневропатии. Ахиллов рефлекс часто снижен или отсутствует у людей с сахарным диабетом и гипотиреозом Другими причинами симметричного снижения или отсутствия ахиллова рефлекса может быть спинальная мышечная атрофия. Если поражение одностороннее, то это говорит о повреждении большеберцового нерва или спинно-мозгового корешка S1 (например, при грыже межпозвонкового диска L5-S1).
Повышение рефлекса, особенно в сочетании с такими симптомами как повышенный мышечный тонус, клонус, снижение мышечной силы и наличие патологических рефлексов указывает на поражение центральной нервной системы. И может наблюдаться при таких патологических состояниях как инсульт, травма или новообразование головного или спинного мозга, нейродегенеративные и иммуноопосредованные  заболевания (Например, рассеянный склероз, боковой амиотрофический склероз и другие).